# S Leonis
S Leonis är en pulserande variabel av Mira Ceti-typ  i stjärnbilden Lejonet. Stjärnan var den andra i Lejonets stjärnbild som fick en variabelbeteckning.
Stjärnan varierar mellan magnitud +9,5 och 14,9 med en period av 189,8 dygn.

## Fotnoter
1. ↑  Variabelstjärnornas beteckningar börjar med bokstäverna R-Z, därefter A-Q , följt av RR-ZZ och AA-QQ, varefter de börjar betecknas med bokstaven V och ett ordningsnummer, från och med V335.